# George Sutherland
George Sutherland (Stony Stratford, 1862. március 25. – Stockbridge, 1942. július 18.) az Amerikai Egyesült Államok szenátora (Utah, 1905–1917).